# Pogaina suecica
Pogaina suecica är en plattmaskart som först beskrevs av Luther 1948.  Pogaina suecica ingår i släktet Pogaina, och familjen Provorticidae. Arten är reproducerande i Sverige.